# Dicraeus phyllostachyus
Dicraeus phyllostachyus är en tvåvingeart som beskrevs av Kanmiya 1971. Dicraeus phyllostachyus ingår i släktet Dicraeus och familjen fritflugor. Inga underarter finns listade i Catalogue of Life.